# Local improvement district (Canada)
Een local improvement district is een voormalig type van lokaal bestuur in delen van Canada. De LID's zorgden voor beperkt lokaal bestuur in afgelegen gebieden en kleine plaatsen.
Het LID verdween overal definitief als bestuursvorm in de late 20e eeuw. Er waren beperkte verschillen tussen de invulling van het concept "local improvement district" naargelang het territorium of de provincie.

## Northwest Territories, Alberta en Saskatchewan
De Local Improvement Ordinance riep LID's in het leven in de Northwest Territories in 1898, toen het territorium ook de huidige provincies Alberta en Saskatchewan omvatte. De LID's omvatten er meestal slechts een enkel township, al zorgde een wetswijziging ervoor dat ze vanaf 1903 standaard vier townships omvatten.
Toen Alberta en Saskatchewan zich van de Northwest Territories afscheurden in 1905 bleven de LID's bestaan, al werden ze in beide provincies vrij snel stelselmatig omgevormd tot andere bestuursvormen. Zo zijn ze in Saskatchewan grotendeels vervangen door rural municipality's. Dat proces werd reeds in 1909 in gang gezet en voor een groot deel reeds in de jaren 10 en 20 verwezenlijkt, al bestond bijvoorbeeld het enorme en grotendeels onbewoonde Northern Saskatchewan Administration District tot 1972 als LID. In Alberta gebeurde grotendeels hetzelfde als in Saskatchewan, al zijn er in de 21e eeuw nog een handvol gebieden, vooral samenvallend met nationale parken, die kortweg als "improvement district" te boek staan.

## New Brunswick
De provincieoverheid van New Brunswick richtte LID's als bestuursvorm op via de Local Improvement Districts Act van 1945. Het doel was om bepaalde tot dan toe gemeentevrije gebieden te voorzien van een lokaal bestuur, zij het met uiterst minimale bevoegdheden. De New Brunswickse LID's kenden een verkozen bestuur bestaande uit drie personen. Zij fungeerden als uitvoerende macht voor een jaarlijkse vergadering van de belastingbetalers binnen het district. Het was de jaarlijkse vergadering die lokale regels invoerde en besluiten nam.
Voorbeelden van New Brunswickse plaatsen die vroeger de status van local improvement district droegen zijn Nashwaaksis, Riverview en Tidehead. Tussen 1966 en 1971 werden alle LID's opgeheven en vervangen door counties.

## Newfoundland
Newfoundland trad in 1949 toe tot de Canadese Confederatie. In de eerste decennia vormden local improvement districts tezamen met de towns, local government communities en rural districts de toen in Newfoundland bestaande gemeenten. Via de Municipalities Act, die in werking trad op 1 april 1980, werden alle LID's omgevormd tot towns. Newfoundland telde toen enkele tientallen LID's.